# روگیرو سامپایو
روگیرو سامپایو (پرتغالی: Rogério Sampaio؛ زادهٔ ۱۲ سپتامبر ۱۹۶۷) جودوکار اهل برزیل بود.
وی در مسابقات کشوری و بین‌المللی در مجموع برندهٔ ۱ مدال طلا، ۱ مدال برنز شده‌است.